# Jacob van Borselen
Jacob van Borselen of Borssele (overleden, Brouwershaven 13-16 januari 1426) was een Zeeuwse edelman en heer van Brigdamme, Sommelsdijk, Zoutelande en Popkensburg.

## Levensloop
Hij was een zoon van Nicolaas of Claes II van Borselen, heer van Brigdamme en Maria van Arnemuiden. Hij had een belangrijk aandeel van het bedijken van het "Land van Herkingen", inclusief Sommelsdijk.
Maakte deel uit als raadslid van Jan VI van Beieren, graaf van Holland & Zeeland tussen 1418-1425, in deze raad zaten ook 5 andere Van Borssele-leden. 
Van Borselen vocht in de slag bij Brouwershaven op 13 januari 1426, hij raakte er dodelijk gewond en zou na drie dagen aan zijn verwondingen overleden zijn. Zijn zoon en opvolger Adriaan van Borselen werd na de slag tot ridder verheven door Filips de Goede.

## Huwelijk
Jacob van Borselen huwde met Anna van Henin-Bossu, dochter van Wouter van Henin-Bossu.